# Опеха Віра Іванівна
Віра Іванівна Опеха (нар. 17 червня 1948) — українська радянська діячка, новатор виробництва, бригадир малярів Київського спеціалізованого будівельного управління тресту «Київміськбуд-5». Депутат Верховної Ради УРСР 8-го скликання.

## Біографія
Закінчила школу та Київське професійно-технічне училище № 24. Член ВЛКСМ.
З 1960-х років — маляр, з 1967 року — бригадир комсомольсько-молодіжної бригади малярів Київського спеціалізованого будівельного управління № 32 тресту «Київміськбуд-5».
Потім — на пенсії у місті Києві.

## Нагороди
- ордени
- медалі